# .iq
.iq (Iraque) é o código TLD (ccTLD) na Internet para o Iraque.
No começo da Guerra do Iraque os Estados Unidos suspenderam o registro .iq dos sites iraquianos, e deixaram o país sem representação na Internet (a instituição que regula os domínios de rede é o ICANN e fica nos EUA). Inclusive, tiveram de usar terminações .com e .gov para as páginas do governo iraquiano.